# بمب‌افکن متوسط

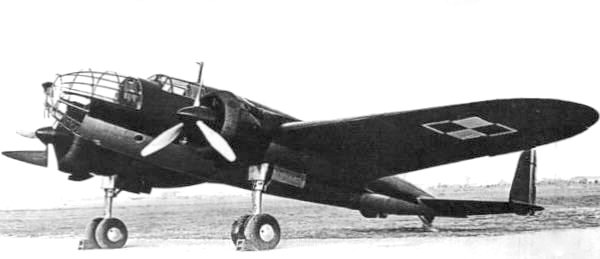
بمب‌افکن متوسط ژاپنی میتسوبیشی جی۴ام

یک بمب‌افکن متوسط (انگلیسی: Medium bomber) یک هواگرد بال‌ثابت از نوع بمب‌افکن است که می‌تواند بارهای تسلیحات متوسط را در فواصل محدوده‌ی عملیاتی متوسط جهت عملیات نظامی حمل کند. این بمب‌افکن‌ها متفاوت از بمب‌افکن سنگین و بمب‌افکن سبک هستند.
این واژه پیش از و در دوران جنگ جهانی دوم بر اساس پارامترهای موتورهای هواگرد موجود استفاده شد. پس از آن دوران، این بمب‌افکن‌ها با هواگردهای توانمندتر و پیشرفته‌تر جایگزین گردیدند.